# Wolfgang Petersen
Wolfgang Petersen (n. 14 martie 1941, Emden, Saxonia Inferioară, Germania – d. 12 august 2022, Brentwood⁠(d), California, SUA) a fost un regizor de film german. Principalele lui filme sunt Submarinul (1981), In the Line of Fire (1993, cu Clint Eastwood, despre un psihopat care vrea să asasineze președintele SUA), Air Force One (1997, cu Harrison Ford, despre avionul președintelui Statelor Unite), The Perfect Storm (2000, cu George Clooney), Troia (2004, cu Brad Pitt, Eric Bana și Orlando Bloom, despre Războiul Troian) și Poseidon (2006, cu Kurt Russell).

## Biografie
Wolfgang Petersen a fost fiul unui ofițer de marină, el a copilărit în Mecklenburg, apoi în Emden, unde după război familia lui trăiește împreună cu alte familii refugiate în barăci. Cu toate acestea el își amintește că a avut aici o copilărie fericită. Deja în perioada școlară încurajat de mama sa, a început să filmeze cu o cameră de 8-mm. Prima oară a regizat pentru teatrul de copii din Hamburg. El a început să lucreze ca actor și regizor secund, studiază în 1965 dramaturgia în Berlin și Hamburg. Din 1971 a început să regizeze serialul german Tatort, iar în 1980 va regiza filmul Das Boot (Submarinul) care a avut un succes pe plan internațional, după care va regiza filme la Hollywood în SUA.
În 1982 Wolfgang Petersen a primit două nominalizări la Oscar pentru Das Boot (Submarinul) pentru cel mai bun regizor și cel mai bun scenariu adaptat. În total filmul a primit șase nominalizări. Toate filmele lui Wolfgang Petersen au primit 15 nominalizări.

## Filme regizate
- Tatort: Blechschaden (1971), film TV
- Tatort: Strandgut (1972), film TV
- Smog (1973), film TV
- Tatort: Jagdrevier (1973), film TV
- Einer von uns beiden (1974)
- Tatort: Nachtfrost (1974), film TV
- Tatort: Kurzschluß (1975), film TV
- Vier gegen die Bank (1976), film TV
- Tatort: Reifezeugnis (1977), film TV
- Die Konsequenz (1977)
- Planübung (1977), film TV
- Schwarz und weiß wie Tage und Nächte (1978), film TV
- Das Boot (1981)
- Poveste fără sfârșit (1984)
- Inamicul meu (1985)
- In the line of fire (1993)
- Alerta (1995)
- Air Force One (1997)
- The Perfect Storm (2000)
- Troia (2004)
- Poseidon (2006)
- Vier gegen die Bank (2016)